# Free-standing company
Una free-standing company és un tipus d'empresa creada en un país amb el propòsit de fer negocis fora d'aquest país. Era un mecanisme d'inversió directa a l'estranger molt usat entre els anys 1870-1914 per part principalment pel Regne Unit, i també pel Canadà, França, Bèlgica i altres països.
Els mecanismes tradicionals d'inversió empresarial a l'estranger eren els següents:
- Inversió directa. La inversió directa a l'estranger és aquella on inversors residents en un país emissor fan una inversió sobre una empresa situada en un país receptor, a l'estranger, amb el propòsit de recuperar la inversió amb guanys i en la que els inversors tenen el control de les operacions de l'empresa. La inversió directa a l'estranger pot ser duta a terme o bé per empreses del país emissor que estan en procés de creixement i que volen expandir el seu negoci en altres mercats o bé per una empresa autònoma (free standing company, com és coneguda en anglès), que neix en el país emissor exclusivament per desenvolupar un negoci normalment en un país receptor.[1]
- Préstecs que es poden atorgar a empreses o governs estrangers, on no hi ha el propòsit de control i només s'espera el retorn del capital i els interessos.

La inversió que un ciutadà estranger resident en un país podia fer en el mateix país no és considerat inversió estrangera. Si el ciutadà, propietari de la inversió, tornava al seu país d'origen sí que aleshores es podria considerar una free-standing company.
Una free-standing company permet una gran llibertat en l'organització de l'empresa, buscant el lloc més idoni per desenvolupar cada una de les funcions de l'empresa.

## La domiciliació de la societat
Per establir el domicili de la societat es tenia en compte els següents factors:
- La legislació mercantil favorable a la inversió a l'estranger, amb una fiscalitat favorable i que permetés l'emissió i subscripció d'accions amb uns requisits molts baixos de desemborsament. Això afavoria la subscripció per part d'un grup inicial de promotors que podien comprar-les sense desembors, per anar-les venent a un preu major posteriorment.
- La seguretat jurídica del país on es domiciliava la societat, en la que els inversors tinguessin la seguretat que no es produirien canvis legislatius que perjudiquessin els seus interessos, i que els seus tribunals gaudien d'independència respecte al poder executiu.
- La familiaritat dels inversors amb el marc jurídic. Era important que fos una legislació amb la qual els inversors estiguessin familiaritzats i que la coneguessin. Els països anglosaxons, que tenen un sistema jurídic basat en la common law tenien un avantatge important.
- Els mercats financers acceptaven amb facilitat accions i obligacions emeses per empreses domiciliades en determinats països, fet que fomentava extraordinàriament que s'hi domiciliessin free-standing companies en ells tant per captar capitals com per altres tipus d'operacions.
- Els inversors de la societat seleccionaven als directius de la companyia, i tota la seva relació estava regulada per la llei del país emissor.

## Els inversors
La nacionalitat dels inversors podia ser diferent de la del país on l'empresa estava registrada. La Barcelona Traction fou l'última companyia d'aquest tipus creada abans de la Primera Guerra Mundial i el seu capital fou captat en el mercat internacional. L'empresa estava domiciliada al Canadà, i els inversors inicials eren majoritàriament canadencs, britànics, belgues i francesos basats en la common law’ tenien un avantatge important.

## Organització
Normalment en el país emissor residia el consell d'administració i algun personal de suport, mentre que l'activitat principal, els actius i el personal s'ubicava en el país receptor. Aquest era un tret distintiu d'una free-standing company. La qualitat del personal directiu era l'element clau per l'èxit de la companyia. Les free-standing companies que només aportaven capital, però no aportaven un equip directiu bo i millor que el que es podria trobar en el país receptor no tenien èxit.